# 2023-as MotoGP-világbajnokság
A 2023-as MotoGP-világbajnokság a sorozat hetvenötödik idénye volt. A bajnokságot a Nemzetközi Motor Szövetség (FIM) szervezi és bonyolítja le, ez a szakág legmagasabb szintű bajnoksága.
Indonéziában a Ducati megszerezte sorozatban negyedik konstruktőri bajnoki címét. A szezonzáró hétvége előtti versenyhétvégén a Prima Pramac Racing bebiztosította a világbajnoki címét a csapatok között, ezzel a MotoGP első privát csapatvilágbajnoka lett a szatellit istálló. A királykategória címvédője az olasz Francesco Bagnaia, aki sikeresen megvédte világbajnoki címét, ezzel összességében harmadik világbajnoki címét szerezte meg, a másodikat a királykategóriában.

## A szezon előtt

### Új motorfejlesztések
| Konstruktőr                | Motor            | Bemutató ideje | Bemutató helye       | Forrás |
| -------------------------- | ---------------- | -------------- | -------------------- | ------ |
| Yamaha                     | YZR-M1           | január 17.     | Jakarta              | [ 4 ]  |
| Gresini Racing             | Desmosedici GP22 | január 21.     | Cervia               | [ 5 ]  |
| Ducati                     | Desmosedici GP23 | január 23.     | Madonna di Campiglio | [ 6 ]  |
| Pramac Racing              | Desmosedici GP23 | január 25.     | Milánó               | [ 7 ]  |
| KTM                        | RC16             | január 26.     | Mattighofen          | [ 8 ]  |
| Repsol Honda               | RC213V           | február 22.    | Madrid               | [ 9 ]  |
| Tech3 Gas Gas              | RC16             | március 4.     | Barcelona            | [ 10 ] |
| VR46 Racing Team           | Desmosedici GP22 | március 6.     | Tavullia             | [ 11 ] |
| LCR Honda                  | RC213V           | március 7.     | Monaco               | [ 12 ] |
| Aprilia Racing             | RS-GP            | március 10.    | Portimão             | [ 13 ] |
| CryptoDATA RNF MotoGP Team | RS-GP            | március 20.    | Portimão             | [ 14 ] |

### Tesztek

#### A szezon előtt

##### Shakedown-teszt
| Dátum      | Helyszín         | Pálya                        | Leggyorsabb versenyző | Csapat                            | Idő      | Forrás(ok) |
| ---------- | ---------------- | ---------------------------- | --------------------- | --------------------------------- | -------- | ---------- |
| február 5. | Sepang, Malajzia | Sepang International Circuit | Cal Crutchlow         | Monster Energy Yamaha MotoGP Team | 2:01,146 | [ 15 ]     |
| február 6. | Sepang, Malajzia | Sepang International Circuit | Cal Crutchlow         | Monster Energy Yamaha MotoGP Team | 2:02,079 | [ 16 ]     |
| február 7. | Sepang, Malajzia | Sepang International Circuit | Michele Pirro         | Ducati Lenovo Team                | 1:59,803 | [ 17 ]     |

##### Sepangi hivatalos teszt
| Dátum       | Helyszín         | Pálya                        | Leggyorsabb versenyző | Csapat                  | Idő      | Kör   | Forrás(ok) |
| ----------- | ---------------- | ---------------------------- | --------------------- | ----------------------- | -------- | ----- | ---------- |
| február 10. | Sepang, Malajzia | Sepang International Circuit | Marco Bezzecchi       | Mooney VR46 Racing Team | 1:58.470 | 54/55 | [ 18 ]     |
| február 11. | Sepang, Malajzia | Sepang International Circuit | Jorge Martín          | Prima Pramac Racing     | 1:58.737 | 13/17 | [ 19 ]     |
| február 12. | Sepang, Malajzia | Sepang International Circuit | Luca Marini           | Mooney VR46 Racing Team | 1:57.889 | 47/54 | [ 20 ]     |

##### Portimãói hivatalos teszt
| Dátum       | Helyszín             | Pálya                              | Leggyorsabb versenyző | Csapat             | Idő      | Kör   | Forrás(ok) |
| ----------- | -------------------- | ---------------------------------- | --------------------- | ------------------ | -------- | ----- | ---------- |
| március 11. | Portimão, Portugália | Autódromo Internacional do Algarve | Francesco Bagnaia     | Ducati Lenovo Team | 1:38.771 | 77/78 | [ 21 ]     |
| március 12. | Portimão, Portugália | Autódromo Internacional do Algarve | Francesco Bagnaia     | Ducati Lenovo Team | 1:37.968 | 60/61 | [ 22 ]     |

#### A szezon közben

##### Jerezi hivatalos teszt
| Dátum    | Helyszín             | Pálya                         | Leggyorsabb versenyző | Csapat                  | Idő      | Kör   | Forrás(ok) |
| -------- | -------------------- | ----------------------------- | --------------------- | ----------------------- | -------- | ----- | ---------- |
| május 1. | Jerez, Spanyolország | Circuito de Jerez-Ángel Nieto | Marco Bezzecchi       | Mooney VR46 Racing Team | 1:36,574 | 56/64 | [ 23 ]     |

#### Misanói hivatalos teszt
| Dátum          | Helyszín                      | Pálya                                 | Leggyorsabb versenyző | Csapat                  | Idő      | Kör   | Forrás(ok)    |
| -------------- | ----------------------------- | ------------------------------------- | --------------------- | ----------------------- | -------- | ----- | ------------- |
| szeptember 11. | Misano Adriatico, Olaszország | Misano World Circuit Marco Simoncelli | Luca Marini           | Mooney VR46 Racing Team | 1:30,602 | 47/49 | [ 24 ] [ 25 ] |

#### A szezon után
| Dátum        | Helyszín                | Pálya                 | Leggyorsabb versenyző | Csapat         | Idő      | Kör   | Forrás(ok)    |
| ------------ | ----------------------- | --------------------- | --------------------- | -------------- | -------- | ----- | ------------- |
| november 28. | Valencia, Spanyolország | Circuit Ricardo Tormo | Maverick Viñales      | Aprilia Racing | 1:29,253 | 73/86 | [ 26 ] [ 27 ] |

## A versenyhétvégék felépítése
Sprintfutamok minden nagydíjhétvége szombatján 15 órakor lesznek és továbbra is az időmérő edzés alapján áll össze, valamint nem a sprint versenyek eredménye fogja meghatározni a vasárnapi nagydíj rajtsorrendjét. Az első 9 helyezett pontokat kap 12–9–7–6–5–4–3–2–1 alapon, hasonlóan ahhoz a rendszerhez, amelyet a Superbike-világbajnokság Superpole versenyein és a Formula–1 sprintversenyein alkalmaznak.

## Csapatok és versenyzők
Az összes résztvevő Michelin abroncsokkal teljesíti a szezont.
| Csapat                               | Konstruktőr | Motor            | Rajtszám | Versenyző             | Fordulók          |
| ------------------------------------ | ----------- | ---------------- | -------- | --------------------- | ----------------- |
| Aprilia Racing                       | Aprilia     | RS-GP            | 12       | Maverick Viñales      | Összes            |
| Aprilia Racing                       | Aprilia     | RS-GP            | 32       | Lorenzo Savadori      | 6, 8, 10          |
| Aprilia Racing                       | Aprilia     | RS-GP            | 41       | Aleix Espargaró       | Összes            |
| CryptoDATA RNF MotoGP Team           | Aprilia     | RS-GP            | 25       | Raúl Fernández        | Összes            |
| CryptoDATA RNF MotoGP Team           | Aprilia     | RS-GP            | 32       | Lorenzo Savadori      | 5, 20             |
| CryptoDATA RNF MotoGP Team           | Aprilia     | RS-GP            | 88       | Miguel Oliveira       | 1, 3–4, 6–19      |
| Ducati Lenovo Team                   | Ducati      | Desmosedici GP23 | 1        | Francesco Bagnaia     | Összes            |
| Ducati Lenovo Team                   | Ducati      | Desmosedici GP23 | 9        | Danilo Petrucci       | 5                 |
| Ducati Lenovo Team                   | Ducati      | Desmosedici GP23 | 23       | Enea Bastianini       | 1, 4, 6–11, 15–20 |
| Ducati Lenovo Team                   | Ducati      | Desmosedici GP23 | 51       | Michele Pirro         | 3, 13–14          |
| Aruba.it Racing                      | Ducati      | Desmosedici GP23 | 51       | Michele Pirro         | 6, 12             |
| Aruba.it Racing                      | Ducati      | Desmosedici GP23 | 19       | Álvaro Bautista       | 18                |
| Prima Pramac Racing                  | Ducati      | Desmosedici GP23 | 5        | Johann Zarco          | Összes            |
| Prima Pramac Racing                  | Ducati      | Desmosedici GP23 | 89       | Jorge Martín          | Összes            |
| Gresini Racing MotoGP                | Ducati      | Desmosedici GP22 | 49       | Fabio Di Giannantonio | Összes            |
| Gresini Racing MotoGP                | Ducati      | Desmosedici GP22 | 73       | Álex Márquez          | 1–13, 15–20       |
| Mooney VR46 Racing Team              | Ducati      | Desmosedici GP22 | 10       | Luca Marini           | 1–13, 15–20       |
| Mooney VR46 Racing Team              | Ducati      | Desmosedici GP22 | 72       | Marco Bezzecchi       | Összes            |
| LCR Honda Idemitsu LCR Honda Castrol | Honda       | RC213V           | 6        | Stefan Bradl          | 8, 13–14          |
| LCR Honda Idemitsu LCR Honda Castrol | Honda       | RC213V           | 7        | Takahasi Takumi       | 12                |
| LCR Honda Idemitsu LCR Honda Castrol | Honda       | RC213V           | 27       | Iker Lecuona          | 9–11, 18–19       |
| LCR Honda Idemitsu LCR Honda Castrol | Honda       | RC213V           | 30       | Nakagami Takaaki      | Összes            |
| LCR Honda Idemitsu LCR Honda Castrol | Honda       | RC213V           | 42       | Álex Rins             | 1–6, 14–16, 20    |
| Repsol Honda Team                    | Honda       | RC213V           | 6        | Stefan Bradl          | 3                 |
| Repsol Honda Team                    | Honda       | RC213V           | 27       | Iker Lecuona          | 4, 8              |
| Repsol Honda Team                    | Honda       | RC213V           | 36       | Joan Mir              | 1–6, 9–20         |
| Repsol Honda Team                    | Honda       | RC213V           | 93       | Marc Márquez          | 1, 5–20           |
| HRC Team                             | Honda       | RC213V           | 6        | Stefan Bradl          | 4, 12             |
| GasGas Factory Racing Tech3          | KTM         | RC16             | 37       | Augusto Fernández     | Összes            |
| GasGas Factory Racing Tech3          | KTM         | RC16             | 44       | Pol Espargaró         | 1, 9–20           |
| GasGas Factory Racing Tech3          | KTM         | RC16             | 94       | Jonas Folger          | 3–8               |
| Red Bull KTM Factory Racing          | KTM         | RC16             | 26       | Dani Pedrosa          | 4, 12             |
| Red Bull KTM Factory Racing          | KTM         | RC16             | 33       | Brad Binder           | Összes            |
| Red Bull KTM Factory Racing          | KTM         | RC16             | 43       | Jack Miller           | Összes            |
| Monster Energy Yamaha MotoGP Team    | Yamaha      | YZR-M1           | 20       | Fabio Quartararo      | Összes            |
| Monster Energy Yamaha MotoGP Team    | Yamaha      | YZR-M1           | 21       | Franco Morbidelli     | Összes            |
| Yamalube RS4GP Racing Team           | Yamaha      | YZR-M1           | 35       | Cal Crutchlow         | 14                |
| Források:                            |             |                  |          |                       |                   |

| Magyarázat              | Magyarázat |
| ----------------------- | ---------- |
| Hivatalos versenyző     |            |
| Szabadkártyás versenyző |            |
| Helyettes versenyző     |            |

1. 1 2  Álex Rinst benevezett az első pénteki edzésre a 14. fordulóban, majd sérülés miatt Stefan Bradl váltotta.

## Átigazolások

### Csapatváltások
- Jack Miller; Ducati Lenovo Team versenyző → Red Bull KTM Factory Racing versenyző[63]
- Miguel Oliveira; Red Bull KTM Factory Racing versenyző → CryptoDATA RNF MotoGP Team versenyző[34]
- Álex Márquez; LCR Honda Castrol versenyző →Gresini Racing MotoGP versenyző[44]
- Enea Bastianini; Gresini Racing MotoGP versenyző → Ducati Lenovo Team versenyző[39]
- Álex Rins; Team Suzuki Ecstar versenyző →LCR Honda Castrol versenyző[51]
- Pol Espargaró; Repsol Honda Team versenyző →GasGas Factory Racing Tech3 versenyző[59]
- Joan Mir; Team Suzuki Ecstar versenyző →Repsol Honda Team versenyző[55]
- Raúl Fernández; Tech3 KTM Factory Racing versenyző → CryptoDATA RNF MotoGP Team[34]

### Újonc versenyzők
- Augusto Fernández; Moto2, Red Bull KTM Ajo versenyző →GasGas Factory Racing Tech3 versenyző[58]

### Távozó versenyzők
- Remy Gardner; Tech3 KTM Factory Racing versenyző → Superbike-világbajnokság, GRT Yamaha versenyző[70]
- Darryn Binder; WithU Yamaha RNF MotoGP Team versenyző → Moto2, Liqui Moly Husqvarna Intact GP versenyző[71]

### Év közbeni változások
- Pol Espargaró a portugál versenyhétvégén a pénteki második szabadedzésen elesett és zúzódott a tüdeje, eltörött az állkapcsa és az egyik gerinccsigolyája.[72][73] A portugál és az argentin versenyeken nem indult helyette senki.[74] Az amerikai, spanyol, francia, olasz, német és a holland nagydíjon  Jonas Folger helyettesítette.[75][76][77][78]
- Enea Bastianini a portugál sprintversenyen lapockacsonttörést szenvedett.[79] A vasárnapi versenyen nem is tudott rajthoz állni, ezt követően Argentinában és Amerikában sem állt rajthoz, utóbbin  Michele Pirro helyettesítette.[80] A spanyol nagydíj versenyhétvégéjén visszatért, de a kvalifikáció előtt vissza lépett túlságosan nagy fájdalmakra hivatkozva.[81] A francia hétvégén  Danilo Petrucci helyettesíti.[82]
- Marc Márquez Portugáliában a vasárnapi versenyen megsérült, a jobb keze hüvelykujján az első kézközépcsont tövénél törést diagnosztizálták, majd megműtötték és az argentin nagydíjat kihagyta.[83][84] Az Amerika nagydíjon sem vett részt, hanem  Stefan Bradl indult helyette.[85] A spanyol nagydíjon  Iker Lecuona helyettesítette.[53][86] A német nagydíj vasárnapi futama előtt a bemelegítésen bukott és ujjtörést szenvedett, valamint elrepedt a bordája, majd visszalépett a versenytől.[87] A holland nagydíj vasárnapi versenye előtt az orvosok alkalmatlannak nyilvánították versenyzésre, így visszalépett.[88]
- Miguel Oliveira a portugál versenyhétvégén bukott, zúzódásokat és ínsérülést szenvedett a jobb lábának forgójában, ezért az argentin nagydíjat kihagyta.[89] Csapata nem helyettesítette.[90] A spanyol nagydíjon felkarján törést, illetve porcleválást is szenvedett, ezért a francia versenyhétvégén az Aprilia tesztpilótája  Lorenzo Savadori helyettesítette.[91] Katarban a szezonzáró előtti versenyhétvégén a szombati sprintversenyen baleset következtében eltört a jobb oldali lapockacsontja, ezért a vasárnapi futamot kihagyta.[92] A szezonzáró valenciai nagydíjon  Lorenzo Savadori helyettesítette.[93]
- Joan Mir kihagyta az argentin nagydíj vasárnapi futamát, miután a szombati sprintversenyen bukott, ami következtében koponya- és nyaki sérüléseket szenvedett.[94] Az olasz nagydíj második szabadedzésén ujjsérülést szenvedett, miután elesett, ezért visszalépett a hétvége további részétől.[95] A német versenyhétvégét ki kellett hagynia, csapata nem helyettesítette.[96] Hollandiában  Iker Lecuona helyettesítette.[97] A szezonzáró valenciai nagydíjon az 1. szabadedzésen történt balesetét követően alkalmatlannak nyilvánították a versenyzésre nyakfájdalmai miatt, ezért kihagyta a szezon utolsó versenyhétvégéjét.[98]
- Raúl Fernández az első szabadedzés után jelentette be, hogy a karműtétje után még nem alkalmas a versenyzésre, ezért a francia nagydíj további részét kihagyta.[99][100]
- Álex Rins az olasz nagydíj sprintversenyén síp- és szárkapocscsonttörést szenvedett a jobb lábában, még aznap megműtötték és kihagyta a vasárnapi versenyt.[101] A Németországban rendezett versenyhétvégét ki kellett hagynia és csapata nem helyettesítette.[96] A holland nagydíjon  Stefan Bradl indult helyette.[102] A brit, az osztrák és a katalán 
 nagydíjat is ki kellett hagynia, ahol  Iker Lecuona helyettesítette.[103][103][104][105][106] Misanóban  Takahasi Takumi helyettesítette.[48] Indiában  Stefan Bradl indult helyette.[107] Japánban visszatért, de a pénteki edzésen visszalépett, helyette  Stefan Bradl indult.[108][109] Az ausztrál nagydíj első edzését követően visszalépett a versenyzéstől.[110] A thai nagydíjat is kihagyta, amelyen csapata nem indított senkit a helyén.[111] Újabb műtétet követően A Malajziában és Katarban sem indult el, hanem  Iker Lecuona versenyzett helyette.[112]
- Álex Márquez a Indiában az időmérő első szakaszának végén balesetet szenvedett, ami következtében három bordája is eltört, így kihagyta a sprintfutamot, valamint a fő futamot is, csapata nem helyettesítette.[113] Indonéziában a szabadedzésen részt vett, majd visszalépet a hétvége további részétől.[114]
- Luca Marini Indiában a sprintfutamon  Marco Bezzecchivel történt balesete során eltörte a kulcscsontját, ezért a vasárnapi futamot kihagyta, csapata nem helyettesítette.[115]

### Távozó csapatok
- A  Team Suzuki Ecstar csapata 2022-es szezont követően kilépett a sorozatból.[68]

### Motort változtatott csapatok
- A  CryptoDATA RNF MotoGP Team csapata  Yamaháról  Apriliára vált.[116]

### Nevet változtatott csapatok
- A  Tech3 csapata ettől az évtől  GasGas Factory Racing Tech3 néven indul.[59]

## Versenynaptár
| Forduló           | Időpont        | Nagydíj                                             | Pálya                                                   | Pályarajz |
| ----------------- | -------------- | --------------------------------------------------- | ------------------------------------------------------- | --------- |
| 1                 | Március 26.    | Grande Prémio de Portugal                           | Autódromo Internacional do Algarve, Portimão            |           |
| 2                 | Április 2.     | Gran Premio de la República Argentina               | Autódromo Termas de Río Hondo, Termas de Rio Hondo      |           |
| 3                 | Április 16.    | Grand Prix of the Americas                          | Circuit of the Americas, Austin                         |           |
| 4                 | Április 30.    | Gran Premio de España                               | Circuito de Jerez-Ángel Nieto, Jerez de la Frontera     |           |
| 5                 | Május 14.      | Grand Prix de France                                | Circuit Bugatti, Le Mans                                |           |
| 6                 | Június 11.     | Gran Premio d'Italia                                | Mugello Circuit, Scarperia e San Piero                  |           |
| 7                 | Június 18.     | Motorrad Grand Prix Deutschland                     | Sachsenring, Hohenstein-Ernstthal                       |           |
| 8                 | Június 25.     | TT Assen                                            | TT Circuit Assen, Assen                                 |           |
| 9                 | Augusztus 6    | Monster Energy British Grand Prix                   | Silverstone Circuit, Silverstone                        |           |
| 10                | Augusztus 20.  | Motorrad Grand Prix von Österreich                  | Red Bull Ring, Spielberg                                |           |
| 11                | Szeptember 3.  | Gran Premi de Catalunya                             | Circuit de Barcelona-Catalunya, Montmeló                |           |
| 12                | Szeptember 10. | Gran Premio di San Marino e della Riviera di Rimini | Misano World Circuit Marco Simoncelli, Misano Adriatico |           |
| 13                | Szeptember 24. | Grand Prix of Bharat                                | Buddh International Circuit, Greater Noida              |           |
| 14                | Október 1.     | Grand Prix of Japan                                 | Twin Ring Motegi, Motegi                                |           |
| 15                | Október 15.    | Grand Prix of Indonesia                             | Mandalika International Street Circuit, Lombok központ  |           |
| 16                | Október 22.    | Australian Motorcycle Grand Prix                    | Phillip Island Grand Prix Circuit, Ventnor              |           |
| 17                | Október 29.    | Thailand Grand Prix                                 | Chang International Circuit, Buriram                    |           |
| 18                | November 12.   | Grand Prix of Malaysia                              | Sepang International Circuit, Sepang                    |           |
| 19                | November 19.   | Grand Prix of Qatar                                 | Losail International Circuit, Loszaíl                   |           |
| 20                | November 26.   | Gran Premio de la Comunitat Valenciana              | Circuit Ricardo Tormo, Valencia                         |           |
| Források:         |                |                                                     |                                                         |           |
| Törölt versenyek: |                |                                                     |                                                         |           |
| –                 | Július 9.      | Kazakhstan motorcycle Grand Prix                    | Sokol International Racetrack, Almati                   |           |

### Változások
- 2006 óta először nem a katari Loszaíl ad otthont a nyitófordulónak felújítások miatt.[138]
- 2012 óta először tér vissza a Silverstone Circuit Nemzetközi Paddockjába a mezőny.[139]
- A tervek szerint idén debütál az indiai és a kazah nagydíj is.[124][129]
- A magyar verseny idén debütált volna, de a pálya végül nem készült el, ezért 2024-re halasztották.[140]
- 2010 óta először nem rendezik meg az aragóniai nagydíjat.[141]
- A finn versenyt már 2020-ban, 2021-ben és 2022-ben sem tudták megrendezni, de ebben az évadban a Oroszország ukrajnai inváziója miatt még az előzetes naptárba sem került be.[141]
- 2023. április 26-án jelentették be, hogy a kazah nagydíj homologizációs munkálatok késése és a hitelesítése miatt törölték a versenynaptárból, nem helyettesítik a helyszínt.[137][142]

## A szezon menete
| Forduló | Nagydíj                     | Pole-pozíció      | Sprintfutam győztese | Leggyorsabb kör   | Győztes               | Győztes                 | Győztes     | Listavezető       | Előny |
| Forduló | Nagydíj                     | Pole-pozíció      | Sprintfutam győztese | Leggyorsabb kör   | Versenyző             | Csapat                  | Konstruktőr | Listavezető       | Előny |
| ------- | --------------------------- | ----------------- | -------------------- | ----------------- | --------------------- | ----------------------- | ----------- | ----------------- | ----- |
| 1       | MotoGP portugál nagydíj     | Marc Márquez      | Francesco Bagnaia    | Aleix Espargaró   | Francesco Bagnaia     | Ducati Lenovo Team      | Ducati      | Francesco Bagnaia | 12    |
| 2       | MotoGP argentin nagydíj     | Álex Márquez      | Brad Binder          | Marco Bezzecchi   | Marco Bezzecchi       | Mooney VR46 Racing Team | Ducati      | Marco Bezzecchi   | 9     |
| 3       | MotoGP Amerika nagydíj      | Francesco Bagnaia | Francesco Bagnaia    | Álex Rins         | Álex Rins             | LCR Honda Castrol       | Honda       | Marco Bezzecchi   | 11    |
| 4       | MotoGP spanyol nagydíj      | Aleix Espargaró   | Brad Binder          | Francesco Bagnaia | Francesco Bagnaia     | Ducati Lenovo Team      | Ducati      | Francesco Bagnaia | 22    |
| 5       | MotoGP francia nagydíj      | Francesco Bagnaia | Jorge Martín         | Marco Bezzecchi   | Marco Bezzecchi       | Mooney VR46 Racing Team | Ducati      | Francesco Bagnaia | 1     |
| 6       | MotoGP olasz nagydíj        | Francesco Bagnaia | Francesco Bagnaia    | Álex Márquez      | Francesco Bagnaia     | Ducati Lenovo Team      | Ducati      | Francesco Bagnaia | 21    |
| 7       | MotoGP német nagydíj        | Francesco Bagnaia | Jorge Martín         | Johann Zarco      | Jorge Martín          | Prima Pramac Racing     | Ducati      | Francesco Bagnaia | 16    |
| 8       | MotoGP holland nagydíj      | Marco Bezzecchi   | Marco Bezzecchi      | Jorge Martín      | Francesco Bagnaia     | Ducati Lenovo Team      | Ducati      | Francesco Bagnaia | 35    |
| 9       | MotoGP brit nagydíj         | Marco Bezzecchi   | Álex Márquez         | Aleix Espargaró   | Aleix Espargaró       | Aprilia Racing          | Aprilia     | Francesco Bagnaia | 41    |
| 10      | MotoGP osztrák nagydíj      | Francesco Bagnaia | Francesco Bagnaia    | Francesco Bagnaia | Francesco Bagnaia     | Ducati Lenovo Team      | Ducati      | Francesco Bagnaia | 62    |
| 11      | MotoGP katalán nagydíj      | Francesco Bagnaia | Aleix Espargaró      | Maverick Viñales  | Aleix Espargaró       | Aprilia Racing          | Aprilia     | Francesco Bagnaia | 50    |
| 12      | MotoGP San Marinó-i nagydíj | Jorge Martín      | Jorge Martín         | Francesco Bagnaia | Jorge Martín          | Prima Pramac Racing     | Ducati      | Francesco Bagnaia | 36    |
| 13      | MotoGP indiai nagydíj       | Marco Bezzecchi   | Jorge Martín         | Marco Bezzecchi   | Marco Bezzecchi       | Mooney VR46 Racing Team | Ducati      | Francesco Bagnaia | 13    |
| 14      | MotoGP japán nagydíj        | Jorge Martín      | Jorge Martín         | Johann Zarco      | Jorge Martín          | Prima Pramac Racing     | Ducati      | Francesco Bagnaia | 3     |
| 15      | MotoGP indonéz nagydíj      | Luca Marini       | Jorge Martín         | Enea Bastianini   | Francesco Bagnaia     | Ducati Lenovo Team      | Ducati      | Francesco Bagnaia | 18    |
| 16      | MotoGP ausztrál nagydíj     | Jorge Martín      | Törölve              | Jorge Martín      | Johann Zarco          | Prima Pramac Racing     | Ducati      | Francesco Bagnaia | 27    |
| 17      | MotoGP thai nagydíj         | Jorge Martín      | Jorge Martín         | Marco Bezzecchi   | Jorge Martín          | Prima Pramac Racing     | Ducati      | Francesco Bagnaia | 13    |
| 18      | MotoGP maláj nagydíj        | Francesco Bagnaia | Álex Márquez         | Álex Márquez      | Enea Bastianini       | Ducati Lenovo Team      | Ducati      | Francesco Bagnaia | 14    |
| 19      | MotoGP katari nagydíj       | Luca Marini       | Jorge Martín         | Enea Bastianini   | Fabio Di Giannantonio | Gresini Racing MotoGP   | Ducati      | Francesco Bagnaia | 21    |
| 20      | MotoGP valenciai nagydíj    | Maverick Viñales  | Jorge Martín         | Brad Binder       | Francesco Bagnaia     | Ducati Lenovo Team      | Ducati      | Francesco Bagnaia | 39    |

## A világbajnokság végeredménye

### Főversenyen szerezhető pontok
| Helyezés | 1. | 2. | 3. | 4. | 5. | 6. | 7. | 8. | 9. | 10. | 11. | 12. | 13. | 14. | 15. |
| Pont     | 25 | 20 | 16 | 13 | 11 | 10 | 9  | 8  | 7  | 6   | 5   | 4   | 3   | 2   | 1   |

(Félkövér: pole-pozíció, dőlt: leggyorsabb kör, a színkódokról részletes információ itt található)

### Sprintversenyen szerezhető pontok
| Helyezés | 1. | 2. | 3. | 4. | 5. | 6. | 7. | 8. | 9. |
| Pont     | 12 | 9  | 7  | 6  | 5  | 4  | 3  | 2  | 1  |

(Félkövér: pole-pozíció, dőlt: leggyorsabb kör, 1–9: a sprintkvalifikáción elért pontszerző pozíció, a színkódokról részletes információ itt található)

### Versenyzők
| Helyezés | Versenyző             | Rajt- szám | Motor   | POR  | ARG | AME  | ESP | FRA | ITA | GER  | NED | GBR  | AUT | CAT  | RSM | IND | JPN  | IND  | AUS | THA | MAL | QAT | VAL  | Pont |
| -------- | --------------------- | ---------- | ------- | ---- | --- | ---- | --- | --- | --- | ---- | --- | ---- | --- | ---- | --- | --- | ---- | ---- | --- | --- | --- | --- | ---- | ---- |
| 1        | Francesco Bagnaia     | 1          | Ducati  | 1    | 166 | Ki 1 | 1 2 | Ki3 | 1   | 2    | 12  | 2    | 1   | Ni 2 | 3   | Ki2 | 23   | 18   | 2   | 27  | 3   | 25  | 15   | 467  |
| 2        | Jorge Martín          | 89         | Ducati  | Ki2  | 58  | Ki3  | 4   | 21  | 23  | 1    | 5 6 | 6    | 73  | 35   | 1   | 21  | 1    | Ki1  | 5   | 1   | 42  | 101 | Ki1  | 428  |
| 3        | Marco Bezzecchi       | 72         | Ducati  | 3    | 1 2 | 6    | Ki9 | 1 7 | 82  | 47   | 2 1 | Ki 2 | 3   | 128  | 2   | 1 5 | 46   | 53   | 6   | 4 6 | 67  | 13  | Ki7  | 329  |
| 4        | Brad Binder           | 33         | KTM     | 6    | 171 | 135  | 21  | 62  | 5   | Ki6  | 45  | 39   | 2   | Ki4  | 145 | 4   | Ki2  | 6    | 4   | 32  | Ki5 | 57  | 3 2  | 293  |
| 5        | Johann Zarco          | 5          | Ducati  | 48   | 2   | 7    | Ki8 | 36  | 34  | 3 5  | Ki  | 94   | 13  | 47   | 10  | 6   | Hn 5 | Ki   | 1   | 109 | 128 | 12  | 29   | 225  |
| 6        | Aleix Espargaró       | 41         | Aprilia | 9 6  | 15  | Ki4  | 5   | 58  | 68  | 16 9 | 34  | 1 5  | 97  | 1    | 128 | Ki  | 5    | 10   | 8   | 85  | Ki  | Ki  | 8    | 206  |
| 7        | Maverick Viñales      | 12         | Aprilia | 25   | 127 | 4    | Ki7 | Ki9 | 12  | Ki   | Ki7 | 53   | 68  | 2 3  | 56  | 8   | 199  | 24   | 11  | Ki  | 11  | 46  | 10 4 | 204  |
| 8        | Luca Marini           | 10         | Ducati  | Ki   | 83  | 27   | 6   | Ki4 | 45  | 54   | 7   | 7    | 4   | 11   | 97  | Ni  |      | Ki 2 | 12  | 73  | 109 | 3   | 9    | 201  |
| 9        | Álex Márquez          | 73         | Ducati  | 59   | 3 5 | Ki   | 8   | Ki  | Ki  | 78   | 69  | Ki1  | 54  | 6    | 119 | Ni  |      | Ni   | 9   | Ki8 | 2 1 | 64  | 68   | 177  |
| 10       | Fabio Quartararo      | 20         | Yamaha  | 8    | 79  | 3    | 10  | 7   | 11  | 13   | Ki3 | 15   | 8   | 7    | 13  | 36  | 10   | 35   | 14  | 5   | 5   | 78  | 11   | 172  |
| 11       | Jack Miller           | 43         | KTM     | 74   | 6   | Ki9  | 3   | Ki  | 76  | 63   | Ki  | 87   | 155 | 8    | Ki  | 147 | 64   | 79   | 7   | 16  | 86  | 9   | Ki   | 163  |
| 12       | Fabio Di Giannantonio | 49         | Ducati  | Ki   | 10  | 9    | 12  | 8   | 14  | 9    | Ki  | 13   | 17  | 10   | 17  | Ki  | 8    | 46   | 3   | 9   | 9   | 12  | 46   | 151  |
| 13       | Franco Morbidelli     | 21         | Yamaha  | 14   | 4   | 8    | 11  | 10  | 10  | 12   | 9   | 14   | 119 | 14   | 15  | 7   | 17   | 14   | 17  | 11  | 7   | 16  | 7    | 102  |
| 14       | Marc Márquez          | 93         | Honda   | Ki 3 |     |      |     | Ki5 | Ki7 | Ni   | Ni  | Ki   | 12  | 13   | 7   | 93  | 37   | Ki   | 15  | 64  | 13  | 11  | Ki3  | 96   |
| 15       | Enea Bastianini       | 23         | Ducati  | Ni   |     |      | Vi  |     | 9   | 8    | Ki8 | Ki   | 10  | Ni9  |     |     |      | 87   | 10  | 13  | 14  | 8   | Ki   | 84   |
| 16       | Miguel Oliveira       | 88         | Aprilia | Ki7  |     | 58   | Ki5 |     | Ki  | 10   | Ki  | 4    | Ki  | 56   | 6   | 12  | 18   | 12   | 13  | Ki  | Ki  | Ni  |      | 76   |
| 17       | Augusto Fernández     | 37         | KTM     | 13   | 11  | 10   | 13  | 4   | 15  | 11   | 10  | 118  | 14  | 9    | 16  | Ki  | 7    | Ki   | Ki  | 17  | 14  | 159 | Ki   | 71   |
| 18       | Nakagami Takaaki      | 30         | Honda   | 12   | 13  | Ki   | 9   | 9   | 13  | 14   | 8   | 16   | 18  | 15   | 19  | 11  | 11   | 11   | 19  | 14  | 18  | 19  | 12   | 56   |
| 19       | Álex Rins             | 42         | Honda   | 10   | 9   | 1 2  | Ki  | Ki  | Ni  |      |     |      |     |      |     |     | Vi   | 9    | Ni  |     |     |     | Ki   | 54   |
| 20       | Raúl Fernández        | 25         | Aprilia | Ki   | 14  | Ki   | 15  | Vi  | 17  | 15   | 12  | 10   | Ki  | Ki   | 8   | 109 | 9    | 13   | 16  | 15  | Ki  | 17  | 5    | 51   |
| 21       | Dani Pedrosa          | 26         | KTM     |      |     |      | 76  |     |     |      |     |      |     |      | 4   |     |      |      |     |     |     |     |      | 32   |
| 22       | Joan Mir              | 36         | Honda   | 11   | Ni  | Ki   | Ki  | Ki  | Ni  |      |     | Ki   | Ki  | 17   | Ki  | 5   | 12   | Ki   | Ki  | 12  | Ki  | 14  | Ni   | 26   |
| 23       | Pol Espargaró         | 44         | KTM     | Ni   |     |      |     |     |     |      |     | 12   | 166 | Ki   | Ki  | 13  | 15   | Ki   | 18  | 18  | 15  | 18  | 14   | 15   |
| 24       | Lorenzo Savadori      | 32         | Aprilia |      |     |      |     | 12  |     |      |     |      |     |      |     |     |      |      |     |     |     |     | 13   | 12   |
| 24       | Lorenzo Savadori      | 32         | Aprilia |      |     |      |     |     | 18  |      | 11  |      | 19  |      |     |     |      |      |     |     |     |     |      | 12   |
| 25       | Jonas Folger          | 94         | KTM     |      |     | 12   | 17  | 13  | 19  | 17   | 14  |      |     |      |     |     |      |      |     |     |     |     |      | 9    |
| 26       | Stefan Bradl          | 6          | Honda   |      |     | Ki   |     |     |     |      |     |      |     |      |     |     |      |      |     |     |     |     |      | 8    |
| 26       | Stefan Bradl          | 6          | Honda   |      |     |      | 14  |     |     |      | 13  |      |     |      | 18  | 15  | 14   |      |     |     |     |     |      | 8    |
| 27       | Michele Pirro         | 84         | Ducati  |      |     | 11   |     |     | 16  |      |     |      |     |      | Ki  | 16  | 16   |      |     |     |     |     |      | 5    |
| 28       | Danilo Petrucci       | 9          | Ducati  |      |     |      |     | 11  |     |      |     |      |     |      |     |     |      |      |     |     |     |     |      | 5    |
| 29       | Cal Crutchlow         | 35         | Yamaha  |      |     |      |     |     |     |      |     |      |     |      |     |     | 13   |      |     |     |     |     |      | 3    |
| 30       | Iker Lecuona          | 27         | Honda   |      |     |      | 16  |     |     |      | Ki  |      |     |      |     |     |      |      |     |     |     |     |      | 0    |
| 30       | Iker Lecuona          | 27         | Honda   |      |     |      |     |     |     |      |     | 17   | 20  | 16   |     |     |      |      |     |     | 16  | Ki  |      | 0    |
| 31       | Álvaro Bautista       | 19         | Ducati  |      |     |      |     |     |     |      |     |      |     |      |     |     |      |      |     |     | 17  |     |      | 0    |
|          | Takahasi Takumi       | 7          | Honda   |      |     |      |     |     |     |      |     |      |     |      | Nk  |     |      |      |     |     |     |     |      | 0    |
| Helyezés | Versenyző             | Rajt- szám | Motor   | POR  | ARG | AME  | ESP | FRA | ITA | GER  | NED | GBR  | AUT | CAT  | RSM | IND | JPN  | IND  | AUS | THA | MAL | QAT | VAL  | Pont |

### Gyártók
| Helyezés | Gyártó  | POR | ARG | AME | ESP | FRA | ITA | GER | NED | GBR | AUT | CAT | RSM | IND | JPN | IND | AUS | THA | MAL | QAT | VAL | Pont |
| -------- | ------- | --- | --- | --- | --- | --- | --- | --- | --- | --- | --- | --- | --- | --- | --- | --- | --- | --- | --- | --- | --- | ---- |
| 1        | Ducati  | 1   | 12  | 21  | 12  | 1   | 1   | 1   | 1   | 21  | 1   | 32  | 1   | 1   | 1   | 1   | 1   | 1   | 1   | 1   | 1   | 700  |
| 2        | KTM     | 64  | 61  | 105 | 21  | 42  | 56  | 63  | 45  | 37  | 2   | 84  | 4   | 4   | 62  | 69  | 4   | 32  | 85  | 57  | 32  | 373  |
| 3        | Aprilia | 25  | 127 | 4   | 5   | 58  | 68  | 109 | 34  | 13  | 67  | 1   | 56  | 8   | 59  | 24  | 8   | 85  | 11  | 46  | 54  | 326  |
| 4        | Yamaha  | 8   | 4   | 3   | 10  | 7   | 10  | 12  | 93  | 14  | 89  | 7   | 13  | 36  | 10  | 35  | 14  | 5   | 5   | 78  | 7   | 196  |
| 5        | Honda   | 103 | 9   | 12  | 9   | 95  | 137 | 14  | 8   | 16  | 12  | 13  | 7   | 53  | 37  | 9   | 15  | 64  | 13  | 11  | 123 | 185  |
| Helyezés | Gyártó  | POR | ARG | AME | ESP | FRA | ITA | GER | NED | GBR | AUT | CAT | RSM | IND | JPN | IND | AUS | THA | MAL | QAT | VAL | Pont |

### Csapatok
| Helyezés | Csapat                       | Rajt- szám | POR  | ARG | AME  | ESP | FRA  | ITA | GER | NED | GBR  | AUT | CAT  | RSM | IND | JPN  | IND  | AUS | THA  | MAL | QAT | VAL  | Pont |
| -------- | ---------------------------- | ---------- | ---- | --- | ---- | --- | ---- | --- | --- | --- | ---- | --- | ---- | --- | --- | ---- | ---- | --- | ---- | --- | --- | ---- | ---- |
| 1.       | Prima Pramac Racing          | 5          | 48   | 2   | 7    | Ki8 | 36   | 34  | 3 5 | Ki  | 94   | 13  | 47   | 10  | 6   | Hn 5 | Ki   | 1   | 109  | 128 | 12  | 29   | 653  |
| 1.       | Prima Pramac Racing          | 89         | Ki2  | 58  | Ki3  | 4   | 21   | 23  | 1   | 5 6 | 6    | 73  | 35   | 1   | 2 1 | 1    | Ki1  | 5   | 1    | 42  | 101 | Ki1  | 653  |
| 2.       | Ducati Lenovo Team           | 1          | 1    | 166 | Ki 1 | 1 2 | Ki 3 | 1   | 2   | 12  | 2    | 1   | Ni 2 | 3   | Ki2 | 23   | 18   | 2   | 27   | 3   | 25  | 15   | 561  |
| 2.       | Ducati Lenovo Team           | 9          |      |     |      |     | 11   |     |     |     |      |     |      |     |     |      |      |     |      |     |     |      | 561  |
| 2.       | Ducati Lenovo Team           | 23         | Ni   |     |      | Ni  |      | 9   | 8   | Ki8 | Ki   | 10  | Ni 9 |     |     |      | 87 F | 10  | 13   | 14  | 8   | Ki   | 561  |
| 2.       | Ducati Lenovo Team           | 51         |      |     | 11   |     |      |     |     |     |      |     |      |     | 16  | 16   |      |     |      |     |     |      | 561  |
| 3.       | Mooney VR46 Racing Team      | 10         | Ki   | 83  | 27   | 6   | Ki4  | 45  | 54  | 7   | 7    | 4   | 11   | 97  | Ni  |      | Ki 2 | 12  | 73   | 109 | 3   | 9    | 530  |
| 3.       | Mooney VR46 Racing Team      | 72         | 3    | 1 2 | 6    | Ki9 | 1 7  | 82  | 47  | 2 1 | Ki 2 | 3   | 128  | 2   | 1 5 | 46   | 53   | 6   | 46 F | 67  | 13  | Ki7  | 530  |
| 4.       | Red Bull KTM Factory Racing  | 33         | 6    | 171 | 135  | 21  | 62   | 5   | Ki6 | 45  | 39   | 2   | Ki4  | 145 | 4   | Ki2  | 6    | 4   | 32   | Ki5 | 57  | 32   | 456  |
| 4.       | Red Bull KTM Factory Racing  | 43         | 74   | 6   | Ki9  | 3   | Ki   | 76  | 63  | Ki  | 87   | 155 | 8    | Ki  | 147 | 64   | 79   | 7   | 16   | 86  | 9   | Ki   | 456  |
| 5.       | Aprilia Racing               | 12         | 25   | 127 | 4    | Ki7 | Ki9  | 12  | Ki  | Ki7 | 53   | 67  | 2 3  | 56  | 8   | 199  | 24   | 11  | Ki   | 12  | 46  | 10 4 | 410  |
| 5.       | Aprilia Racing               | 41         | 9 6  | 15  | Ki4  | 5   | 58   | 68  | 169 | 34  | 1 5  | 98  | 1    | 128 | Ki  | 5    | 10   | 8   | 85   | Ki  | Ki  | 8    | 410  |
| 6.       | Gresini Racing MotoGP        | 49         | Ki   | 10  | 9    | 12  | 8    | 14  | 9   | Ki  | 13   | 17  | 10   | 17  | Ki  | 8    | 46   | 3   | 9    | 9   | 12  | 46   | 328  |
| 6.       | Gresini Racing MotoGP        | 73         | 59   | 3 5 | Ki   | 8   | Ki   | KiF | 78  | 69  | Ki1  | 54  | 6    | 119 | Ni  |      | Ni   | 9   | Ki8  | 2 1 | 64  | 68   | 328  |
| 7.       | Monster Energy Yamaha MotoGP | 20         | 8    | 79  | 3    | 10  | 7    | 11  | 13  | Ki3 | 15   | 8   | 7    | 13  | 3 6 | 10   | 35   | 14  | 5    | 5   | 78  | 11   | 274  |
| 7.       | Monster Energy Yamaha MotoGP | 21         | 14   | 4   | 8    | 11  | 10   | 10  | 12  | 9   | 14   | 119 | 14   | 15  | 7   | 17   | 14   | 17  | 11   | 7   | 16  | 7    | 274  |
| 8.       | CryptoData RNF MotoGP Team   | 25         | Ki   | 14  | Ki   | 15  | Vi   | 17  | 15  | 12  | 10   | Ki  | Ki   | 8   | 109 | 9    | 13   | 16  | 15   | Ki  | 17  | 5    | 134  |
| 8.       | CryptoData RNF MotoGP Team   | 32         |      |     |      |     | 12   |     |     |     |      |     |      |     |     |      |      |     |      |     |     | 13   | 134  |
| 8.       | CryptoData RNF MotoGP Team   | 88         | Ki7  |     | 58   | Ki5 |      | Ki  | 10  | Ki  | 4    | Ki  | 56   | 6   | 12  | 18   | 12   | 13  | Ki   | Ki  | Ni  |      | 134  |
| 9.       | Repsol Honda Team            | 6          |      |     | Ki   |     |      |     |     |     |      |     |      |     |     |      |      |     |      |     |     |      | 122  |
| 9.       | Repsol Honda Team            | 27         |      |     |      | 16  |      |     |     | Ki  |      |     |      |     |     |      |      |     |      |     |     |      | 122  |
| 9.       | Repsol Honda Team            | 36         | 11   | Ni  | Ki   | Ki  | Ki   | Ni  |     |     | Ki   | Ki  | 17   | Ki  | 5   | 12   | Ki   | Ki  | 12   | Ki  | 14  | Ni   | 122  |
| 9.       | Repsol Honda Team            | 93         | Ki 3 |     |      |     | Ki5  | Ki7 | Ni  | Ni  | Ki   | 12  | 13   | 7   | 93  | 37   | Ki   | 15  | 64   | 13  | 11  | Ki3  | 122  |
| 10.      | LCR Honda                    | 6          |      |     |      |     |      |     |     | 13  |      |     |      |     | 15  | 14   |      |     |      |     |     |      | 116  |
| 10.      | LCR Honda                    | 7          |      |     |      |     |      |     |     |     |      |     |      | Nk  |     |      |      |     |      |     |     |      | 116  |
| 10.      | LCR Honda                    | 27         |      |     |      |     |      |     |     |     | 17   | 20  | 16   |     |     |      |      |     |      | 16  | Ki  |      | 116  |
| 10.      | LCR Honda                    | 30         | 12   | 13  | Ki   | 9   | 9    | 13  | 14  | 8   | 16   | 18  | 15   | 19  | 11  | 11   | 11   | 19  | 14   | 18  | 19  | 12   | 116  |
| 10.      | LCR Honda                    | 42         | 10   | 9   | 1 2  | Ki  | Ki   | Ni  |     |     |      |     |      |     |     | Vi   | 9    | Ni  |      |     |     | Ki   | 116  |
| 11.      | GasGas Factory Racing Tech3  | 37         | 13   | 11  | 10   | 13  | 4    | 15  | 11  | 10  | 118  | 14  | 9    | 16  | Ki  | 7    | Ki   | Ki  | 17   | 14  | 159 | Ki   | 95   |
| 11.      | GasGas Factory Racing Tech3  | 44         | Ni   |     |      |     |      |     |     |     | 12   | 166 | Ki   | Ki  | 13  | 15   | Ki   | 18  | 18   | 15  | 18  | 14   | 95   |
| 11.      | GasGas Factory Racing Tech3  | 94         |      |     | 12   | 17  | 13   | 19  | 17  | 14  |      |     |      |     |     |      |      |     |      |     |     |      | 95   |
| Helyezés | Csapat                       | Rajt- szám | POR  | ARG | AME  | ESP | FRA  | ITA | GER | NED | GBR  | AUT | CAT  | RSM | IND | JPN  | IND  | AUS | THA  | MAL | QAT | VAL  | Pont |